# EOS SAT-1
EOS SAT-1 — частный оптический спутник для мониторинга сельскохозяйственных угодий компанией EOS Data Analytics, Inc. (далее — EOS Data Analytics), глобального поставщика аналитики спутниковых изображений на основе искусственного интеллекта. Спутник изготовлен украинско-южноафриканской компанией-производителем космической оптики и спутников Dragonfly Aerospace и оснащен двумя высокоточными камерами DragonEye.
Спутник входит в состав EOS SAT — первой спутниковой группировки, ориентированной на сельское хозяйство, среди компаний, специализирующихся на дистанционном зондировании Земли.

## Общие сведения
EOS SAT-1 создан для компании EOS Data Analytics (глобальный поставщик аналитики спутниковых изображений на основе искусственного интеллекта), которую основал Макс Поляков. Это первый спутник собственного созвездия EOS SAT, который сможет ежедневно отслеживать до одного миллиона квадратных километров, используя 11 агро-ориентированных спектральных каналов. Даже с одним таким спутником в космосе клиенты EOSDA открывают потенциал для внедрения методов точного земледелия, а следовательно, сокращения выбросов CO2, снижения потребления энергии и воды и т. д.
По достижении полной функциональности семь малых оптических спутников EOS SAT будут охватывать до 100 % стран с наибольшей площадью сельскохозяйственных угодий и лесов, что составляет 98,5 % таких земель на всей планете. Группировка спутников будет ежедневно осуществлять мониторинг площадей до 12 млн км².

## Разработка
EOS SAT-1 создан украинско-южноафриканской компанией-производителем космической оптики и спутников Dragonfly Aerospace и оснащен двумя высокоточными камерами DragonEye.
Двигатель спутника сконструировал украинский проект SETS (Space Electric Thruster Systems), а украинская компания Flight Control Propulsion произвела 3D-печать деталей и изготовила элементы корпуса. Космический аппарат будет находиться на солнечно-синхронной орбите, благодаря чему сможет осуществлять беспрерывное наблюдение освещенной поверхности Земли.
EOS Data Analytics будет получать снимки со спутника для дальнейшей обработки и предоставления своим клиентам качественных данных для принятия обоснованных решений в аграрном секторе.

## Основные задачи
Космический аппарат EOS SAT-1 предназначен для наблюдения земной поверхности в оптическом и инфракрасном диапазонах. Это первый спутник группировки, разработанный специально для мониторинга сельскохозяйственных и лесных угодий. Применение технологии спутника позволит:
1. Предотвращать чрезмерное использование пестицидов и удобрений
2. Уменьшить количество пищевых отходов
3. Справиться с последствиями изменения климата для сельскохозяйственных и лесных угодий
4. Принимать обоснованные решения на основе полученных данных для смягчения последствий продовольственного кризиса
5. Сократить выбросы CO2 в сельском хозяйстве за счет оптимизации операций

Дистанционное зондирование со спутником EOS SAT-1 нацелено на формирование нового устойчивого подхода к сельскому хозяйству в соответствии с 6 категориями «Целей устойчивого развития» (ЦУР) ООН.
1. Борьба с изменением климата и его последствиями
2. Создание прочной инфраструктуры и внедрение инноваций
3. Обеспечение наличия и рационального использования водных ресурсов и санитарии для всех
4. Обеспечение перехода к рациональным моделям потребления и производства
5. Ликвидация голода
6. Защита, восстановление экосистем суши.

## Характеристики
Общая ширина одного снимка EOS SAT-1 составляет 42 км, а длина может достигать свыше одной тысячи километров. Высота солнечно-синхронной орбиты спутника — 520—560 км.
Средняя мощность орбиты: 140 Вт.
Срок эксплуатации конструкции: 5—7 лет.
Масса: 176,6400 кг.
Напряжение на шине: 24,5 В — 33,6 В.
GSD (разрешающая способность Земли), разрешение:
- панхроматический 1,4м
- мультиспектральный 2,8м

Ширина валка: сдвоенная оптическая система з шириной полосы захвата 44 км для высоты 500 км.
Спектральные каналы — 11 агро-ориентированных диапазонов:
- RGB
- 2 канала NIR
- 3 канала RedEdge
- WaterVapor
- Aerosol
- Pan

## Запуск спутника
Запуск спутника состоялся 3 января 2023 г. в рамках миссии Transporter-6 компании SpaceX. На ракетоносителе Falcon 9 с базы ВВС США на мысе Канаверал было запущено 114 спутников, среди которых были и украинские спутники EOS SAT-1 и PolyITAN-HP-30.

## Ход миссии
Сразу после запуска на низкую околоземную орбиту спутник EOS SAT-1 вышел на связь и передал на Землю телеметрию и данные о состоянии своих систем.
Спутник проходит 3-месячный период тестирования, прежде чем он начнет полноценно функционировать. EOS Data Analytics планирует предоставить первые спутниковые изображения EOS SAT-1 в апреле 2023 года.